# Socialt entreprenørskab
Socialt entreprenørskab er en betegnelse for det arbejde, der udføres af en social entreprenør. Det består typisk i at starte en social virksomhed, men det karakteriserer også det arbejde, der udføres for at skabe social innovation på tværs af den private, offentlige og frivillige sektor.